# Sergipe
Il Sergipe è il meno esteso tra gli stati del Brasile ed è situato nella parte nordorientale del paese, sulla costa atlantica. Confina con gli stati di Bahia e Alagoas. Lo stato ha l'1,1% della popolazione brasiliana e produce solo lo 0,6% del PIL brasiliano.

## Geografia fisica
Come gli altri stati nordorientali del Brasile, anche il Sergipe al suo interno è quasi completamente coperto dalla savana (caatinga), mentre sulla costa si trovano mangrovie, paludi e spiagge sabbiose. Una piccola striscia di foresta tropicale corre lungo la costa.

## Economia
L'economia del Sergipe si basa essenzialmente sulla coltivazione della canna da zucchero (1,4 milioni di tonnellate di zucchero prodotte annualmente), resa possibile da un terreno umido e fertile. Al contrario di molti altri stati brasiliani, nel Sergipe l'allevamento non rappresenta un'attività economica importante, ciò anche a causa delle ridotte dimensioni del territorio. Altre coltivazioni importanti sono quelle di cassava (617 000 tonnellate annue) e arance (14,4 milioni di arance ogni anno). Vi sono inoltre piccole industrie tessili e concerie.
Il governo federale sta infine incoraggiando lo sviluppo dell'attività estrattiva (petrolio e gas naturale).

## Storia
Il primo insediamento europeo nel Sergipe (nome che deriva dal termine tupi per designare il granchio) fu São Cristóvão.
Come gli altri stati del nordest, il Sergipe fu più volte invaso dagli olandesi e razziato dai bucanieri francesi. Durante il XVII secolo, lo Stato divenne famoso nelle Americhe per  la qualità pregiata del suo legno, che fu forse la ragione principale delle numerose invasioni e razzie di cui fu oggetto. Tuttavia, nel corso del XVIII secolo le forze portoghesi riuscirono a sconfiggere definitivamente i pirati.
Negli anni trenta del Novecento il Sergipe divenne noto per i suoi fuorilegge, fra cui Virgolino Ferreira da Silva, il "re dei banditi", che terrorizzò per circa un decennio la popolazione locale fino alla sua esecuzione (1938). La sua testa fu poi appesa su un palo nella piazza di un villaggio.

## Bandiera

La bandiera del Sergipe

Le stelle sulla bandiera sono tante quanti gli estuari presenti sulla costa dello Stato, mentre il giallo e il verde rappresentano l'unione del Sergipe con il resto del Brasile. La bandiera fu disegnata da José Rodrigues Bastos Coelho, un uomo d'affari che sostenne la necessità per le navi brasiliane di mostrare la bandiera dello Stato federato di origine, e venne adottata il 19 ottobre 1920.
Nel 1937, il dittatore Getúlio Vargas abolì tutti i simboli e le bandiere degli stati brasiliani, per poi riammetterle nel 1946. Nel 1951, quando le autorità del Sergipe decisero di reintrodurre la vecchia bandiera, si scelse di cambiare il numero delle stelle, al fine di averne una per ogni municipalità dello Stato. Nel 1952 la nuova versione fu però sostituita da quella precedente con 5 stelle.

## Stemma

Lo stemma del Sergipe

Il sigillo (stemma), ufficializzato dalla legge n. 2 del 5 giugno 1892, è utilizzato nei documenti e nelle carte stampati dal Governo dello Stato di Sergipe.
Il professor Brício Cardoso creò lo stemma, ufficializzato il 5 luglio 1892 dall'Assemblea Legislativa.